# Gedi-ruinerne
Gedi-ruinerne er resterne af en swahili-by i Gedi, en landsby nær havnebyen Malindi i Kenya. 
Fra det 13. eller 14. til det 17. århundrede var Gedi et blomstrende samfund, der lå ved kanten af junglen nær kysten i Østafrika. Skønt man ikke har nogen nedskrevne kilder om byen, har udgravninger foretaget mellem 1948 og 1958 vist, at muslimske indbyggere handlede med folk fra hele verden. Blandt fundene her er perler fra Venedig, en Ming-vase fra Kina, en jernlampe fra Indien og sakse fra Spanien. Befolkningens størrelse estimeres til at have været mindst 2.500.
I Gedi var der både en moske, et palads og adskillige store stenhuse. Disse bygninger var ganske avancerede for deres tid med blandt andet badeværelser med afløb og bassiner til at skylle ud i toiletter. Gaderne var anlagt med rette vinkler og havde rendesten. Der var også brønde, hvorfra vand kunne forsyne samfundet. Materialet anvendt til bygningerne stammede fra koralrevene i det nærliggende hav.
Gedi blev forladt i begyndelsen af det 16. århundrede. En mulig forklaring herpå er, at der fra Mombasa blev foretaget en strafekspedition, der tvang indbyggerne til at flygte. Byen blev sandsynligvis midlertidigt igen beboet senere i det 16. århundrede, denne gang af folk fra den nomadiske oromo-stamme i Somalia, men disse har senere forladt byen.
3°18′33″S 40°01′00″Ø / 3.3092°S 40.0167°Ø